# 山前実治
山前 實治（やまさき さねはる、1908年7月12日 - 1978年9月21日）は、日本の詩人、実業家。映像監督山前五十洋は長男。女優の滝沢れい子は五十洋の義妹。歌手倉木麻衣は孫。

## 人物
岐阜県大野郡荘川村（現・高山市）出身。日本大学中退。戦前から詩作を始め、天野忠、北川桃雄らと同人雑誌「リアル」を発行。戦後は天野、田中克己、依田義賢らと「コルボウ詩話会」を結成。京都市で双林プリント（印刷業）、文童社（出版業）を経営する傍ら、近代詩の創作に励む。 関西詩壇の相談役的な存在として重きをなし、詩論なども多い。戦後草分けの専門月刊誌「詩学」（詩学社　1947年創刊）で、長く近畿地区の詩評を担当する。同人誌「骨」を主宰。また文童社は関西の詩人の作品を数多く出版している。H氏賞を受けた大野新は双林プリントの社員であった。

## 詩集
- 1937年 - 『飛騨』
- 1958年 - 『花』
- 1963年 - 『岩』
- 1981年 - 『山前實治全詩集』